# Александра Волчинська
Александра Волчинська (пол. Aleksandra Wolczyńska; нар. 1 серпня 1997, Блазіни-Ґурне, гміна Ілжа, Радомський повіт, Мазовецьке воєводство) — польська борчиня вільного стилю, бронзова призерка чемпіонату Європи, багаторазова призерка чемпіонатів світу та Європи у молодших вікових групах, чемпіонка Європи серед кадетів.

## Життєпис
Боротьбою почала займатися з 2005 року. На тренування з боротьби Александру вперше взяв батько, який хотів показати мені, що ця дисципліна є загальнорозвиваючим видом спорту. На свої перші змагання дівчина поїхала у 2008 році, посівши перше та друге місця відповідно у змаганнях юніорів з боротьби. На змаганнях з боротьби в Бжегу Дольному, де Волчинська виграла свій черговий турнір, її помітив тренер Школи спортивних чемпіонів, який запропонував Александрі переїхати з Радома до Красника.
Виступає за спортивний клуб «Suples» Красник. Тренер — Ярослав Козак (з 2011).

## Спортивні результати на міжнародних змаганнях

### Виступи на Чемпіонатах світу
| Змагання                        | Збірна | Вагова категорія          | Місце |
| ------------------------------- | ------ | ------------------------- | ----- |
| Чемпіонат світу з боротьби 2021 | Польща | жіноча боротьба, до 62 кг | 11    |

### Виступи на Чемпіонатах Європи
| Змагання                         | Збірна | Вагова категорія          | Місце  |
| -------------------------------- | ------ | ------------------------- | ------ |
| Чемпіонат Європи з боротьби 2021 | Польща | жіноча боротьба, до 65 кг | Бронза |

### Виступи на Кубках світу
| Змагання                    | Збірна | Вагова категорія          | Місце |
| --------------------------- | ------ | ------------------------- | ----- |
| Кубок світу з боротьби 2015 | Польща | жіноча боротьба, до 58 кг | 7     |

### Виступи на інших змаганнях
| Змагання                                                    | Збірна | Вагова категорія          | Місце  |
| ----------------------------------------------------------- | ------ | ------------------------- | ------ |
| Flatz Open 2015                                             | Польща | жіноча боротьба, до 58 кг | Срібло |
| Klippan Lady Open 2015                                      | Польща | жіноча боротьба, до 58 кг | 13     |
| Гран-прі Іспанії з боротьби 2015                            | Польща | жіноча боротьба, до 58 кг | 14     |
| Відкритий чемпіонат Польщі з боротьби 2015                  | Польща | жіноча боротьба, до 58 кг | 18     |
| Flatz Open 2016                                             | Польща | жіноча боротьба, до 58 кг | Золото |
| Гран-прі Німеччини з боротьби 2017                          | Польща | жіноча боротьба, до 69 кг | 8      |
| Чемпіонат Польщі з боротьби 2020                            | Польща | жіноча боротьба, до 62 кг | Золото |
| Відкритий чемпіонат Польщі з боротьби 2020                  | Польща | жіноча боротьба, до 62 кг | 5      |
| Київський Міжнародний турнір з боротьби 2021                | Польща | жіноча боротьба, до 62 кг | 18     |
| Олімпійський кваліфікаційний турнір з боротьби 2020 (Софія) | Польща | жіноча боротьба, до 62 кг | 8      |
| Відкритий чемпіонат Польщі з боротьби 2021                  | Польща | жіноча боротьба, до 65 кг | Бронза |

### Виступи на змаганнях молодших вікових груп
| Змагання                                       | Збірна | Вагова категорія          | Місце  |
| ---------------------------------------------- | ------ | ------------------------- | ------ |
| Чемпіонат Європи з боротьби серед кадетів 2013 | Польща | жіноча боротьба, до 56 кг | Срібло |
| Чемпіонат світу з боротьби серед кадетів 2013  | Польща | жіноча боротьба, до 56 кг | Срібло |
| Чемпіонат Європи з боротьби серед кадетів 2014 | Польща | жіноча боротьба, до 56 кг | Золото |
| Чемпіонат світу з боротьби серед кадетів 2014  | Польща | жіноча боротьба, до 56 кг | Бронза |
| Чемпіонат Європи з боротьби серед юніорів 2015 | Польща | жіноча боротьба, до 59 кг | 9      |
| Чемпіонат Європи з боротьби серед юніорів 2017 | Польща | жіноча боротьба, до 63 кг | Срібло |
| Чемпіонат світу з боротьби серед юніорів 2017  | Польща | жіноча боротьба, до 63 кг | Бронза |
| Чемпіонат Європи з боротьби серед молоді 2015  | Польща | жіноча боротьба, до 58 кг | 7      |
| Чемпіонат світу з боротьби серед молоді 2019   | Польща | жіноча боротьба, до 62 кг | 9      |